# Kabinett Benigno Aquino III.
Nach der Wahl zum Präsidenten bei den Wahlen vom 10. Mai 2010 und seinem Amtsantritt als Präsident stellte Benigno Aquino III. am 30. Juni 2010 sein Kabinett vor. Dieses löst das Kabinett Macapagal-Arroyo ab.

## Kabinettsmitglieder
| Funktion                                                             | Name                               | Amtszeit          |
| -------------------------------------------------------------------- | ---------------------------------- | ----------------- |
| Präsident Staatsoberhaupt Leiter der Regierung                       | Benigno Aquino III.                | seit 2010         |
| Vizepräsident                                                        | Jejomar Binay                      | seit 2010         |
| Agrarreform                                                          | Virgilio de los Reyes              | seit 2010         |
| Landwirtschaft                                                       | Proceso Alcala                     | seit 2010         |
| Budget und Management                                                | Florencio Abad                     | seit 2010         |
| Bildung                                                              | Armin Luistro                      | seit 2010         |
| Energie                                                              | Jose Rene Almendras                | seit 2010         |
| Umwelt und natürliche Ressourcen                                     | Ramon Paje                         | seit 2010         |
| Finanzen                                                             | Cesar Purisima                     | seit 2010         |
| Auswärtige Beziehungen                                               | Alberto Romulo                     | 2010–2011         |
| Auswärtige Beziehungen                                               | Albert del Rosario (kommissarisch) | seit Februar 2011 |
| Gesundheit                                                           | Enrique Ona                        | seit 2010         |
| Inneres und Lokalverwaltung                                          | Benigno Aquino III.                | Juni–Juli 2010    |
| Inneres und Lokalverwaltung                                          | Jesse Robredo                      | seit 2010         |
| Justiz                                                               | Leila de Lima                      | seit 2010         |
| Arbeit und Beschäftigung                                             | Rosalina Baldoz                    | seit 2010         |
| Nationale Verteidigung                                               | Voltaire Gazmin                    | seit 2010         |
| Öffentliche Arbeiten und Autobahnen                                  | Rogelio Singson                    | seit 2010         |
| Wissenschaft und Technologie                                         | Mario Montejo                      | seit 2010         |
| Soziale Wohlfahrt und Entwicklung                                    | Corazon Soliman                    | seit 2010         |
| Tourismus                                                            | Alberto Lim                        | seit 2010         |
| Handel und Industrie                                                 | Gregory Domingo                    | seit 2010         |
| Transport und Kommunikation                                          | Jose de Jesus                      | seit 2010         |
| Erweitertes Kabinett                                                 |                                    |                   |
| Exekutivsekretär                                                     | Paquito Ochoa                      | seit 2010         |
| Generaldirektor des Managementstabs des Präsidenten                  | Julia Abad                         | seit 2010         |
| Nationaler Sicherheitsberater des Präsidenten                        | César García                       | seit 2010         |
| Berater des Präsidenten für den Friedensprozess                      | Teresita Deles                     | seit 2010         |
| Sprecher des Präsidenten                                             | Edwin Lacierda                     | seit 2010         |
| Generaldirektor der Behörde für Nationale Wirtschaft und Entwicklung | Cayetano Paderanga, Jr.            | seit 2010         |
| Rechtsberater des Präsidenten                                        | Eduardo de Mesa                    | seit 2010         |
| Vorsitzende der Kommission für Hochschulbildung                      | Patricia Liguanan                  | seit 2010         |
| Kommissar des Büros für Staatseinkünfte                              | Kim Jacinto-Henares                | seit 2010         |